# Nordelbingen (Zeitschrift)
Nordelbingen ist eine Zeitschrift zur Heimatforschung in Schleswig-Holstein, Hamburg und Lübeck. Die Zeitschrift zur Kunst- und Kulturgeschichte erschien 2019 in der 88. Ausgabe und wird seit 2023 fortgeführt.
Die erste Ausgabe erschien 1923 in Heide mit dem Titel Nordelbingen. Beiträge zur Heimatforschung in Schleswig-Holstein, Hamburg und Lübeck und wurde Johannes Biernatzki als Ehrengabe dargebracht. Begründer waren Harry Schmidt und Walter H. Dammann. Harry Schmidt leitete die Zeitschrift bis 1958. Gegenwärtig wird Nordelbingen von der Gesellschaft für Schleswig-Holsteinische Geschichte, dem Landesamt für Denkmalpflege Schleswig-Holstein, der Schleswig-Holsteinischen Landesbibliothek und dem Museum für Kunst und Kulturgeschichte durch Klaus Gereon Beuckers, Kathrin Kirsch und Sonja Klimek herausgegeben.
Heute beschäftigt sich die jährlich erscheinende Zeitschrift mit Ergebnissen der Kunst-, Literatur- und Architekturforschung. Ein umfangreicher Rezensionsteil bespricht regelmäßig neu erschienene Bücher.